# Lycopolitain
Le lycopolitain, aussi appelé subakhmimique, assioutique, ou lyco-diospolitain est un dialecte de la langue copte.
Le subakhmimique est découvert dans les années 1920 avec l'akhmimique.
Il est étroitement lié à l'akhmimique en termes de moment et d'endroit où il a été attesté, mais les manuscrits écrits en lycopolitain ont tendance à provenir de la région d'Assiout. Les principales différences entre les deux dialectes semblent être de nature graphique. La variété lycopolitaine a été largement utilisée pour les traductions d'œuvres gnostiques et manichéennes, y compris les textes de la bibliothèque de Nag Hammadi. 
Concernant le manichéisme il existe des divergences sur la question de savoir si la version copte de la Bible en subakhmimique a été traduite à partir de l'araméen ou du grec. 

## Étymologie et dénominations
Ce dialecte a été appelé : lycopolitain (de Lycopolis ou Lykopolis, en grec Λυκούπολις, actuelle Segin al-Kom), subakhmimique (sub + akhmimique), assioutique (de Asyūṭ, en copte ⲥⲓⲟⲟⲩⲧ ou ⲥⲓⲱⲟⲩⲧ Siōwt) ou encore lyco-diospolitain (de lyco- et Disopolis).